# Charlie Chan e il cammello nero
Charlie Chan e il cammello nero (1929) è il quarto romanzo su Charlie Chan scritto da Earl Derr Biggers .

## Trama
Una star di Hollywood (Shelah Fane), si ferma alle Hawaii dopo aver finito di girare un film a Tahiti . Durante il suo soggiorno viene uccisa nel padiglione della sua casa in affitto a Waikiki. La sua morte è collegata all'omicidio di tre anni prima di un altro attore di Hollywood e anche a un enigmatico sensitivo di nome Tarneverro. Chan, in qualità di detective presso il dipartimento di polizia di Honolulu, indaga sul caso. Il cammello nero del titolo viene usato dal detective come metafora della Morte.

## Adattamenti
Nel 1931 il romanzo è stato adattato in un film con lo stesso nome. Questo è stato il secondo di una serie di sedici film di Chan con Warner Oland nei panni dell'investigatore.